# Estación de Bailén
Bailén es una estación de la línea 7 de Metrovalencia. Fue inaugurada el 3 de octubre de 2005. Se encuentra bajo la calle Bailén.

## Características
Concebida como estación intermodal, une la línea 7 de metro con las líneas de Cercanías de la estación del Norte de Valencia.Tiene una conexión mediante un túnel subterráneo con la estación de Alicante, de la línea 10. En la actualidad no soporta una gran carga de pasajeros debido a que solo la atiende una línea, y esto hace que sus frecuencias sean como mínimo de 15 minutos. Está llamada a ser la principal estación de la red de Metrovalencia cuando se construya la estación central y se comuniquen los andenes de ambas estaciones.

## Accesos
Es la estación más cercana a la estación de alta velocidad Valencia-Joaquín Sorolla. Sin embargo, las indicaciones y planos tanto de Renfe como de Metro de Valencia conducen a la estación de Jesús.
Dispone de un acceso en el número 10 de la calle Vives Liern, un acceso en la calle Bailén frente al número 56, uno más en la calle Vila Barberá frente al número 19 y otro en el pasaje subterráneo que comunica las grandes vías. El ascensor se encuentra en el primero de ellos.